# خالص بیگ سیپکی
خالص بیگ سیپکی (کردی: Xalis Begê Sipkî توتک ، ترکیه ) سردار و سیاستمدار کردترکیه بود. او فرزند عبدالمجید بیگ رئیس ایل سیپکان و از فرماندهان سواره نظام حمیدیه بود. در سال 1927 هنگامی که شورش آرارات آغاز شد به آن پیوست و تا پایان شورش نقش فعالی داشت. براساس گفته های محمدعلی کوشلالی وی یکی از اعضای برجسته شورش آرارات بود و به عنوان عضو هیئت نمایندگی جمهوری آرارات با نماینده جمهوری ترکیه در مذاکرات صلح شرکت کرد. پس از سرکوب شورش آرارات ، وی به ایران عزیمت کرد.درسال ۱۹۵۰با اعلام عفو عمومی از سوی دولت دوباره به ترکیه بازگشت.پس از کودتای ۲۷ مه ۱۹۶۰ وی دستگیر و در دادگاه ویژه دولت محاکمه شد. از آنجا که اوبه زبان ترکی تسلط کمی داشت به زبان کردی در دادگاه حاضر شد به خاطر ممنوعیت زبان کردی در کشور ترکیه دادستان عمومی ترکیه او را به نقض قانون اساسی متهم و به ده سال زندان محکوم کرد.وی در ۲۴ سپتامبر ۱۹۷۷ درگذشت. 